# Rudolf Gundlach
Rudolf Gundlach, poljski inženir in izumitelj, * 1894, † 1957.
Kot vodja oblikovalskega oddelka poljskega urada za razvoj oklepnikov (Biuro Badań Technicznych Broni Pancernych) je bil glavni oblikovalec oklepljenega avtomobila Samochód pancerny wz. 29 (Ursus) in nadzornik razvoja lahkih tankov 7TP ter 10TP. Njegov najbolj znan izum je leta 1936 patentirani vrtljiv periskop za oklepna vozila, ki je omogočal posadki 360º vidno polje brez premikanja sedežev in so ga v svoje tanke vgradile vse večje vojske v drugi svetovni vojni - zavezniki po licenci, sile osi pa s kopiranjem opreme v bitkah zajetih vozil. 